# Lélegezz
A Lélegezz (eredeti cím: Breathe) 2024-ben bemutatott amerikai sci-fi filmthriller, amelyet Doug Simon forgatókönyvéből Stefon Bristol rendezett. A főbb szerepekben Jennifer Hudson, Milla Jovovich, Quvenzhané Wallis, Common és Sam Worthington látható.
A filmet 2024. április 26-án mutatták be a mozikban. 

## Cselekmény
Egy katasztrofális fordulópont után a Földön már nincsenek növények, és a globális oxigénszint 5%-ra csökkent. Ahelyett, hogy a túlélők megfelelően kommunikálnának és együttműködnének, mesterséges konfliktusokat generálnak, és harcolnak egy „oxigéngenerátorért”, miközben egymást is megölik, és végül tönkreteszik a gépet. Ezután továbbállnak a következő helyszínre, ahol újabb oxigéngenerátort keresnek.

## Szereplők
| Szerep  | Színész           | Magyar hang     |
| ------- | ----------------- | --------------- |
| Maya    | Jennifer Hudson   | Náray Erika     |
| Tess    | Milla Jovovich    | Solecki Janka   |
| Zora    | Quvenzhané Wallis | Pekár Adrienn   |
| Darius  | Common            | Papucsek Vilmos |
| Lucas   | Sam Worthington   | Czető Roland    |
| Micah   | Raúl Castillo     | Pásztor Tibor   |
| Mike    | Dan Martin        | Sörös Miklós    |
| Harriet | Kaliswa Brewster  | Farkas Zita     |
| férfi   | James Saito       | Katona Zoltán   |

### Magyar változat
- Magyar szöveg és szinkronrendező: Berzsenyi Márta
- Felvevő hangmérnök: Darvas Bence
- Hangmérnök és vágó: Hegyessy Ákos
- Gyártásvezető: Mészáros Szilvia
- Produkciós vezető: Legény Judit

A szinkront a Laborfilm Szinkronstúdió készítette el.

## A film készítése
2019 decemberében kiderült, hogy Doug Simon Breathe című forgatókönyve felkerült Hollywood legkedveltebb kiadatlan forgatókönyveinek „Fekete listájára”. 2022 májusában bejelentették, hogy Sam Worthington, Jennifer Hudson, Milla Jovovich, Quvenzhané Wallis és Common lesz a főszereplője a filmnek, amelyet Stefon Bristol rendez.
A forgatásra Pennsylvania államban került sor 2022 végén.

## Bemutató
A Lélegezz 2024. április 26-án mutatták be korlátozott számú moziban, VOD-on és digitális formátumban.

## Fogadtatás
A Rotten Tomatoes weboldalon 14%-os értékelést kapott 14 kritika alapján, az átlagos értékelése 4,4 pont a 10-ből.